# 柳田将利
柳田 将利（やなぎだ まさとし、1987年9月2日 - ）は、大阪府藤井寺市出身の元プロ野球選手（投手、内野手、外野手）。左投左打。

## 経歴
中学時代は全羽曳野ボーイズに所属。(一学年先輩にダルビッシュ有がいた)藤井寺市立道明寺中学校卒業後の2003年4月、青森山田高等学校に入学（2学年後輩に吉田一将がいた）。高校野球甲子園大会には、2004年の夏・2005年の春と夏に計3回出場した。2005年度高校生ドラフトにて千葉ロッテマリーンズから1巡目指名を受け、入団。投手としてだけでなく、打撃も優秀なため、二刀流も期待されていた。
入団後は投手として目立った成績が残せず、2008年4月4日の東京ヤクルトスワローズとの二軍戦では、投手としての出場ではなく代打での起用であった。9月4日に野手（一塁手）への転向が球団から発表され、9月16日には野手転向後初出場（代打）で二塁打を放つ。しかし右膝を3度手術するなどケガの影響などで、野手としての出場はこの1試合にとどまり、同年10月1日に戦力外通告を受けた。
2010年4月23日、NOMOベースボールクラブに入団することが発表された。2012年11月9日に行われた12球団合同トライアウトに野手として参加した。
2015年11月時点では名古屋市中区でラーメン店の店長をしていた。その後は故郷の大阪でトラックドライバーとして勤務。

## 選手としての特徴・人物
投手としては、最速149km/hのストレートを武器としており、スライダー・カーブなどの変化球と共に投球を組み立てる。
野手としては、高校通算本塁打38本という強打を武器としている。
ぽっちゃりとした、いわゆる「あんこ体型」が特徴。そのため、園川一美コーチより「どすこい」とあだ名をつけられる。その体に見合わずバック転もできる。しかし、コーチ陣の薦めでダイエットを行い、10kg以上の減量に成功。2006年のファン感謝デーでは、アゴのラインもシャープな激ヤセした姿を見せた。
重度の花粉症を患っており、高校時代は甲子園で花粉症が原因で滅多打ちにあったことがある。

## 詳細情報

### 年度別投手成績
- 一軍公式戦出場なし

### 背番号
- 15（2006年 - 2008年）

### 高校時代の戦績・記録
- 2004年夏（2年生） - 全国高等学校野球選手権大会
  - 1回戦（開幕試合）対天理高戦、3対4で敗退(延長12回)。
- 2005年春（3年生） - 選抜高等学校野球大会
  - 1回戦対沖縄尚学高戦、3対16で敗退。
- 2005年夏（3年生） - 全国高等学校野球選手権大会
  - 1回戦対智弁和歌山高戦、7対5で甲子園初勝利。
  - 2回戦対国士舘高戦、3対0で勝利。
  - 3回戦対東北高戦、2対4で敗退。